# گریگور هاروتیونیان (سیاستمدار، زاده ۱۹۵۴ (میلادی))
گریگور هاروتیونی هاروتیونیان (ارمنی: Գրիգոր Հարությունի Հարությունյան؛ زادهٔ ۱۰ اکتبر ۱۹۵۴) یک سیاستمدار اهل ارمنستان است که از تاریخ ۱۹۹۹ تا تاریخ ۲۰۰۷ سمت نمایندگی دوره‌های دوم و سوم مجلس ملی جمهوری ارمنستان را برعهده داشت. وی پیشتر از تاریخ ۱۹۹۰ تا تاریخ ۱۹۹۵ سمت نمایندگی دوره اول شورای عالی جمهوری ارمنستان را برعهده داشت.

## زندگی‌نامه
در ۱۰ اکتبر ۱۹۵۴ در روستای شوانیدزور به دنیا آمد و از انستیتو دام‌پروری و دام‌پزشکی ایروان فارغ‌التحصیل شد. 

## یادداشت
1. ↑  Հայաստանի Ժողովրդական Կուսակցություն